# وازوکا، کیوتو
وازوکا، کیوتو (به لاتین: Wazuka, Kyoto) یک منطقهٔ مسکونی در ژاپن است که در استان کیوتو واقع شده‌است. وازوکا  ۵٬۰۱۱ نفر جمعیت دارد.